# Clarence King
Pour les articles homonymes, voir King.

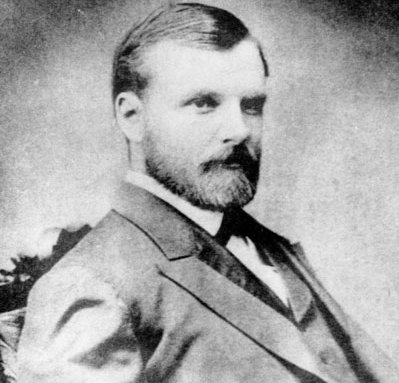
Clarence King, jeune homme.

Clarence King, né le 6 janvier 1842 à Newport (Rhode Island) et mort le 24 décembre 1901 à Phoenix (Arizona), est un géologue américain, aussi alpiniste et auteur.
Il est le premier directeur de l'Institut d'études géologiques des États-Unis de 1879 à 1881 et est connu pour son exploration de la Sierra Nevada.

## Mort et postérité
King meurt de la tuberculose à Phoenix, en Arizona, et est enterré à Newport, dans le Rhode Island.
Le pic Kings dans l'Utah, le mont Clarence King et le lac Clarence King à Shastina, en Californie, portent son nom, de même que le pic King en Antarctique.
La bibliothèque du siège de l'Institut d'études géologiques des États-Unis à Reston, en Virginie, est également connue sous le nom de bibliothèque Clarence King.

## Travaux bibliographiques
- (en) The Three Lakes: Marian, Lall, Jan and How They Were Named, 1870.
- (en) Report of the Geological Exploration of the Fortieth Parallel, United States Government Printing Office, 1870-1878.
- (en) "On the Discovery of Actual Glaciers in the Mountains of the Pacific Slope", American Journal of Science and Arts, vol. I, mars 1871.
- (en) "Active Glaciers Within the United States", The Atlantic Monthly, vol. 27, no 161, mars 1871.
- (en) Mountaineering in the Sierra Nevada, Boston, James R. Osgood and Company, 1872
- (en) "John Hay", Scribner's Monthly, vol. 7, no 6, avril 1874.
- (en) "Catastrophism and Evolution", The American Naturalist, vol. 11, no 8, août 1877.
- (en) Statistics of the Production of the Precious Metals in the United States, United States Government Printing Office, 1881.
- (en) The United States Mining Laws and Regulations Thereunder..., United States Government Printing Office, 1885.
- (en) "The Helmet of Mambrino," The Century Magazine, Volume 32, no 1, mai 1886.
- (en) "The Age of the Earth," American Journal of Science, vol. 45, janvier 1893.
- (en) "Shall Cuba Be Free?", The Forum, septembre 1895.
- (en) Report of the Public Lands Commission, United States Government Printing Office, 1903–1905.